# Prime World
Prime World est un jeu vidéo de type MOBA développé et édité par Nival Interactive, sorti en 2014 sur Windows.

## Système de jeu

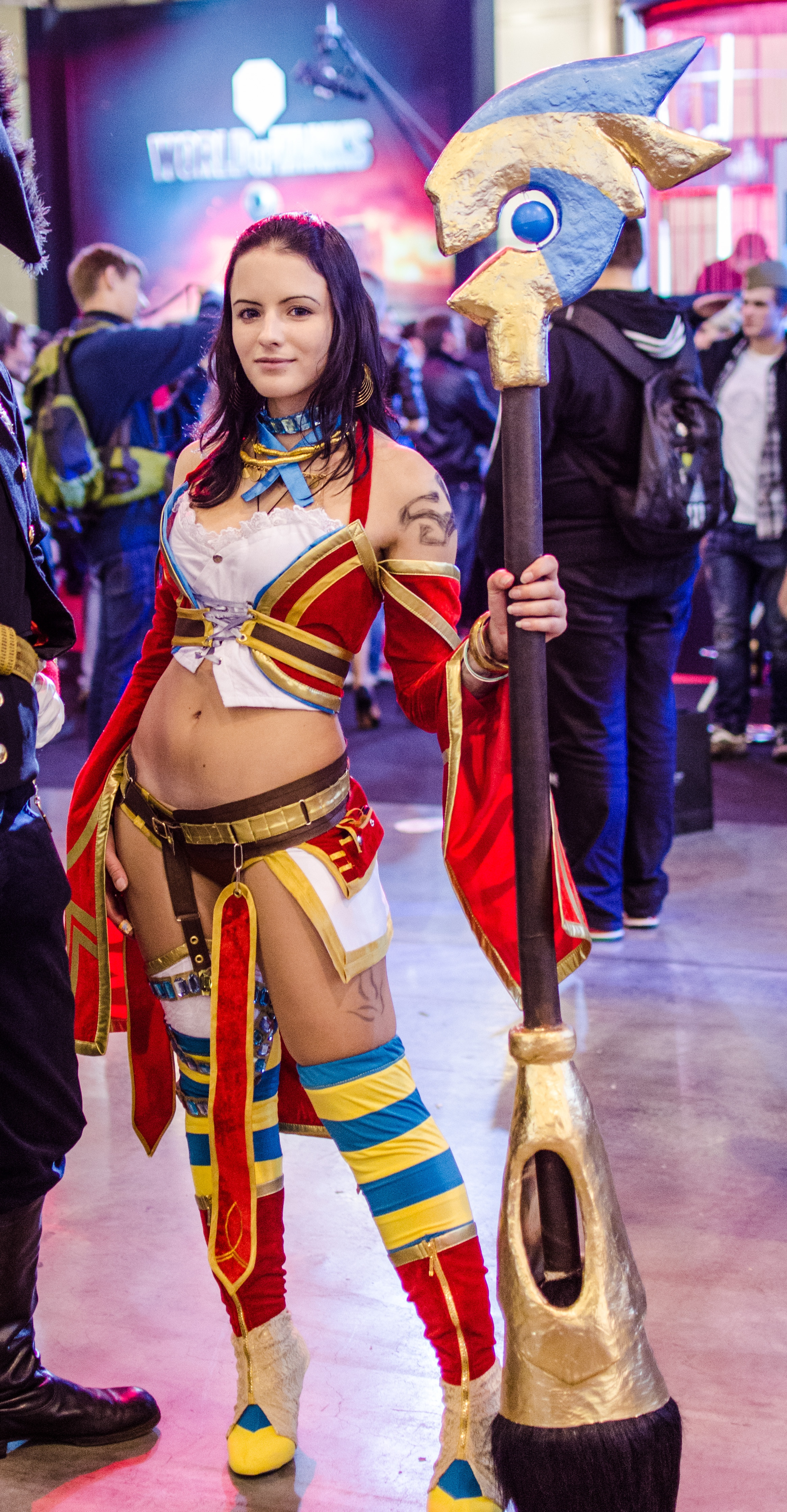
Cosplay d'un personnage du jeu.

## Accueil
Lors de l'E3 2011, le jeu a été élu meilleur jeu de stratégie sur PC du salon par IGN.